# 1955 у хокеї з шайбою
Нижче наведені хокейні події 1955 року у всьому світі.

## Чемпіонат світу
На чемпіонаті світу у ФРН золоті нагороди здобула збірна Канади («Пентіктон Вінз»).
Підсумкові місця:
1. Канада
2. СРСР (чемпіон Європи)
3. Чехословаччина
4. США
5. Швеція
6. ФРН
7. Польща
8. Швейцарія
9. Фінляндія

## НХЛ
Шість клубів брали участь у регулярному чемпіонаті НХЛ 1954/55.
У фіналі кубка Стенлі «Детройт Ред-Вінгс» переміг «Монреаль Канадієнс».
|  | Півфінали            | Півфінали            |   |  | Фінал               | Фінал |  |
|  |                      |                      |   |  |                     |       |  |
|  |                      |                      |   |  |                     |       |  |
|  | «Детройт Ред-Вінгс»  | 4                    |   |  |                     |       |  |
|  | «Торонто Мейпл-Ліфс» | 0                    |   |  |                     |       |  |
|  |                      |                      |   |  |                     |       |  |
|  |                      |                      |   |  |                     |       |  |
|  |                      |                      |   |  | «Детройт Ред-Вінгс» | 4     |  |
|  |                      | «Монреаль Канадієнс» | 3 |  |                     |       |  |
|  |                      |                      |   |  |                     |       |  |
|  |                      |                      |   |  |                     |       |  |
|  |                      |                      |   |  |                     |       |  |
|  |                      |                      |   |  |                     |       |  |
|  | «Монреаль Канадієнс» | 4                    |   |  |                     |       |  |
|  | «Бостон Брюїнс»      | 1                    |   |  |                     |       |  |

## Національні чемпіони
- Австрія: «Клагенфурт»
- Болгарія: «Торпедо» (Софія)
- Данія: «Рунгстед»
- Італія: «Інтер Мілан»
- НДР: «Динамо» (Вайсвассер)
- Норвегія: «Гамлеб'єн»
- Польща: «Легія» (Варшава)
- Румунія: «Стяуа» (Бухарест)
- СРСР: ЦСК МО (Москва)

- Угорщина: «Ференцварош» (Будапешт)
- Фінляндія: ТБК (Тампере)
- Франція: «Шамоні» (Шамоні-Мон-Блан)
- ФРН: «Фюссен»
- Чехословаччина: «Руда Гвезда» (Брно)
- Швейцарія: «Ароза»
- Швеція: «Юргорден» (Стокгольм)
- Югославія: «Партизан» (Белград)

## Переможці міжнародних турнірів
- Кубок Шпенглера: «Руда Гвезда» (Брно, Чехословаччина)
- Кубок Ахерна: «Ноттінгем Пантерс» (Велика Британія)

## Засновані клуби
- «Брюнес» (Євле, Швеція)
- «Кристал» (Саратов, СРСР)
- «Металург» (Магнітогорськ, СРСР)
- «Рязань» (СРСР)

## Народилися
- 10 лютого — Олександр Куликов, радянський хокеїст та український тренер.
- 13 березня — Зінетула Білялетдінов, радянський хокеїст. Олімпійський чемпіон.
- 6 квітня — Бу Берглунд, шведський хокеїст.
- 21 травня — Удо Кісслінг, німецький хокеїст. Член зали слави ІІХФ.
- 19 червня — Володимир Мишкін, радянський хокеїст. Олімпійський чемпіон.
- 11 липня — Сергій Бабінов, радянський хокеїст. Олімпійський чемпіон і володар кубка Канади.
- 13 листопада — Борис Александров, радянський хокеїст. Олімпійський чемпіон.